# Corocăiești
Corocăiești – wieś w Rumunii, w okręgu Suczawa, w gminie Verești. W 2011 roku liczyła 2412 mieszkańców. 